# Copa de la Liga
Puchar Ligi Hiszpańskiej (hiszp. Copa de la Liga) – cykliczne rozgrywki piłkarskie, przeprowadzane systemem pucharowym, organizowane corocznie (co sezon) w latach 1983–1986 przez Real Federación Española de Fútbol (RFEF) dla hiszpańskich, męskich, profesjonalnych drużyn klubowych z La Liga.

## Historia
W 1983 roku startowały pierwsze oficjalne rozgrywki o Puchar Ligi, które były promowane przez prezesa FC Barcelona, Josepa Lluísa Núñeza, w celu stworzenia nowych rozgrywek, które generowałyby nowe dochody ekonomiczne dla klubów, zarówno pod względem kasowym, jak i praw telewizyjnych. W 1986 roku odbyła się czwarta i ostatnia edycja. Pierwszym i ostatnim triumfatorem turnieju była FC Barcelona. W 1987 roku miała odbyć się piąta edycja w nowym formacie "finałowej trójki" (który zastąpiłby Supercopa de España, który z tego powodu nie odbył się w sezonach 1987 lub 1988), do którego awansowali już Real Madryt (mistrz ligi), Real Sociedad (zdobywca pucharu) i Atlético Madryt (mistrz "grupy środkowej" fazy playoff). Kluby ostatecznie zgodziły się odwołać rozgrywki z powodu nasycenia terminarza meczów, zwłaszcza z powodu dziwnego formatu ligi tego sezonu 1986/87.

## Format
W rozgrywkach uczestniczyli kluby występujące w La Liga. We wszystkich rywalizacjach od pierwszej rundy do finału o zwycięstwie decydowała suma dwóch meczów. W przeciwieństwie do Copa del Rey, zasada bramek na wyjeździe nie była stosowana. Zwycięzca kwalifikował się do dalszych gier, a pokonany odpadał z rywalizacji. W wypadku kiedy w regulaminowym czasie gry padł remis zarządzana była dogrywka, a jeśli i ona nie przyniosła rozstrzygnięcia, to dyktowane były rzuty karne. Rozgrywki składały się z 5 etapów: pierwszej i drugiej rundy eliminacyjnej, ćwierćfinałów, półfinałów i finału. Mecz finałowy rozgrywany był u siebie i na wyjeździe.

## Zwycięzcy i finaliści
| Sezon                                             | K       | K                                                     | T | Zwycięzca       | Wynik | Finalista       | Data, miejsce                                          | Br. | Król strzelców  | Uwagi             |
| Puchar Ligi Hiszpańskiej (hiszp. Copa de la Liga) |         |                                                       |   |                 |       |                 |                                                        |     |                 |                   |
| 1983                                              |         |                                                       | 1 | FC Barcelona    | 2:2   | Real Madryt     | 26.06.1983, Estadio Santiago Bernabéu, Madryt, 80.000  | 7   | Amarilla        | 18 klubów, 5 rund |
| 1983                                              | 2:1     | 29.06.1983, Camp Nou, Barcelona, 120.000              | 1 | FC Barcelona    |       | Real Madryt     |                                                        | 7   | Amarilla        | 18 klubów, 5 rund |
| 1984                                              |         |                                                       | 1 | Real Valladolid | 0:0   | Atlético Madryt | 26.06.1984, Estadio Vicente Calderón, Madryt, 30.000   | 6   | Hugo Sánchez    | 22 kluby, 5 rund  |
| 1984                                              | 3:0 pd. | 30.06.1984, Estadio José Zorrilla, Valladolid, 33.000 | 1 | Real Valladolid |       | Atlético Madryt |                                                        | 6   | Hugo Sánchez    | 22 kluby, 5 rund  |
| 1985                                              |         |                                                       | 1 | Real Madryt     | 2:3   | Atlético Madryt | 5.06.1985, Estadio Vicente Calderón, Madryt, 40.000    | 6   | Rubio, Duque    | 22 kluby, 5 rund  |
| 1985                                              | 2:0     | 15.06.1985, Estadio Santiago Bernabéu, Madryt, 65.000 | 1 | Real Madryt     |       | Atlético Madryt |                                                        | 6   | Rubio, Duque    | 22 kluby, 5 rund  |
| 1986                                              |         |                                                       | 2 | FC Barcelona    | 0:1   | Real Betis      | 11.06.1986, Estadio Benito Villamarín, Sevilla, 33.000 | 6   | Uralde, Aravena | 22 kluby, 5 rund  |
| 1986                                              | 2:0     | 14.06.1986, Camp Nou, Barcelona, 20.000               | 2 | FC Barcelona    |       | Real Betis      |                                                        | 6   | Uralde, Aravena | 22 kluby, 5 rund  |

Uwagi:

- wytłuszczono i kursywą oznaczone zespoły, które w tym samym roku wywalczyły mistrzostwo i Puchar kraju (dublet),
- wytłuszczono zespoły, które zdobyły mistrzostwo kraju,
- kursywą oznaczone zespoły, które zdobyły Puchar kraju.

## Statystyka

### Klasyfikacja według klubów
W dotychczasowej historii finałów o Puchar Ligi Hiszpańskiej na podium oficjalnie stawało w sumie 5 drużyn. Liderem klasyfikacji jest FC Barcelona, która zdobyła trofeum 2 razy.
Stan na 19.04.2023 
| Lp. | Klub            | Zdobywca | Finalista    | Zwycięskie sezony | Przegrane finały |   |   |           |  |
| --- | --------------- | -------- | ------------ | ----------------- | ---------------- | - | - | --------- |  |
| Lp. | Klub            | 1.       | FC Barcelona | Zwycięskie sezony | Przegrane finały | 2 | 0 | 1983 1986 |  |
| 2.  | Real Madryt     | 1        | 1            | 1985              | 1983             |   |   |           |  |
| 3.  | Real Valladolid | 1        | 0            | 1984              |                  |   |   |           |  |
| 4.  | Atlético Madryt | 0        | 2            |                   | 1984, 1985       |   |   |           |  |
| 5.  | Real Betis      | 0        | 1            |                   | 1986             |   |   |           |  |

### Klasyfikacja według miast
Stan na 19.04.2023 
| Miasto     | Liczba tytułów | Kluby               |
| ---------- | -------------- | ------------------- |
| Barcelona  | 2              | FC Barcelona (2)    |
| Madryt     | 1              | Real Madryt (1)     |
| Valladolid | 1              | Real Valladolid (1) |